# Gibbaeum hortenseae
Gibbaeum hortenseae (synonym: Muiria hortenseae) är en isörtsväxtart som först beskrevs av Nicholas Edward Brown, och fick sitt nu gällande namn av Joachim Thiede och C. Klak. Gibbaeum hortenseae ingår i släktet Gibbaeum och familjen isörtsväxter. Inga underarter finns listade i Catalogue of Life.